# 數斯

圖出自《古今圖書集成·博物彙編·禽蟲典·第五十三卷》

數斯為記載於《山海经》中的一種鳥，居住在臯塗山（位於西方山系華山山脈，天帝山西南方三百八十里，黃山東方一百八十里），樣子像鴟且長著人的腳，吃了牠可以消除癭瘤。

## 記載
薔水自臯塗山發源，像西流入諸資水；涂水也自此處發源，向南流入集獲水。山的南面有許多如粟粒的細丹沙，北面多產銀和黃金，山上生長了許多桂樹，山中有一種名叫礜的白色石頭，以及有一種樣子像槀茇、葉狀如葵、葉背呈紅色，名叫無條的草，兩者皆可用來毒殺老鼠。山中居住了著樣子像鹿且長著白色尾巴、馬蹄、前腳像人手、有四隻角，名叫𤣎如的野獸，以及數斯。
《山海經廣注》的作者吳任臣提到《駢雅》中周周、大首、鵹鶘及數斯皆是屬於有人足之鳥的一種，且《事物紺珠》也將如雉歸為一類。

## 延伸閱讀
[在维基数据编辑]
 《欽定古今圖書集成·博物彙編·禽蟲典·第五十三卷》，出自陈梦雷《古今圖書集成》